# Alessandro Genovesi
Alessandro Genovesi (Milano, 10 gennaio 1973) è un regista, commediografo, sceneggiatore e attore italiano.

## Biografia
Dopo aver lavorato per diversi anni in teatro, in collaborazione con svariati registi tra cui Luca Ronconi, Elio De Capitani e Carlo Cecchi, nel 2007 scrive e dirige la pièce teatrale Happy Family, prodotta dal Teatro dell'Elfo di Milano. La commedia riscuote un ottimo esito e il testo vince il "premio Riccione per il teatro". Nel 2010 il regista Gabriele Salvatores decide di trarne un film e chiede all'autore di prendervi parte come sceneggiatore e aiuto regista.
Il successo di Happy Family spalanca le porte del cinema italiano ad Alessandro Genovesi, che ottiene una nomination ai Nastri d'argento e passa dietro la macchina da presa per girare La peggior settimana della mia vita (2011), di cui è anche sceneggiatore, con attori protagonisti Fabio De Luigi e Cristiana Capotondi, nei panni di due fidanzati in procinto di sposarsi, osteggiati però dai genitori di lei. Il pubblico gradisce l'operazione e così Genovesi scrive e dirige il sequel Il peggior Natale della mia vita (2012). Seguirà Soap opera (2014), film nato da un copione scritto in origine per il teatro.
Nel 2015 esce Ma che bella sorpresa, con Claudio Bisio e Frank Matano, che ottiene un discreto successo e tre anni dopo tocca ancora a Puoi baciare lo sposo, con Monica Guerritore, Cristiano Caccamo, Diego Abatantuono e Salvatore Esposito, ambientato nella frazione Civita del comune di Bagnoregio. Il lungometraggio, ispirato alla commedia musicale di Broadway My big gay italian wedding, scritta dall’italoamericano Anthony J. Wilkinson, esce nelle sale a marzo 2018 e in pochi mesi incassa 2.222.809 euro.
Nel 2019 è la volta di 10 giorni senza mamma, film che si rivela un successo, seguito nel 2020 da 10 giorni con Babbo Natale, al cui principale cast di attori del precedente film si aggiunge Diego Abatantuono, nella parte di Santa Claus.
Nel 2021 dirige 7 donne e un mistero che si rivela un altro successo. 
Anche la miniserie Ridatemi mia moglie  (2021) raccoglie ascolti ragguardevoli.
Nel 2024 dirige Fabbricante di lacrime , classificandosi come film Italiano internazionale più visto su Netflix.

## Filmografia

### Regista
- La peggior settimana della mia vita (2011)
- Il peggior Natale della mia vita (2012)
- Soap opera (2014)
- Ma che bella sorpresa (2015)
- Puoi baciare lo sposo (2018)
- 10 giorni senza mamma (2019)
- 10 giorni con Babbo Natale (2020)
- 7 donne e un mistero (2021)
- Ridatemi mia moglie – miniserie TV, 2 episodi (2021)
- Fabbricante di lacrime (2024)
- Una famiglia sottosopra (2024)
- 10 giorni con i suoi (2025)

### Sceneggiatore
- Happy Family, regia di Gabriele Salvatores (2010)
- Il peggior Natale della mia vita, regia di Alessandro Genovesi (2012)
- Soap opera, regia di Alessandro Genovesi (2014)
- Ma che bella sorpresa, regia di Alessandro Genovesi (2015)
- Puoi baciare lo sposo, regia di Alessandro Genovesi (2018)
- 10 giorni senza mamma, regia di Alessandro Genovesi (2019)
- 10 giorni con Babbo Natale, regia di Alessandro Genovesi (2020)
- 7 donne e un mistero, regia di Alessandro Genovesi (2021)
- Fabbricante di lacrime, regia di Alessandro Genovesi (2024)

### Attore
- Vallanzasca - Gli angeli del male, regia di Michele Placido (2010) – cameo (ingegnere)
- La peggior settimana della mia vita, regia di Alessandro Genovesi (2011) - cameo (Padre Alessandro)
- Il peggior Natale della mia vita, regia di Alessandro Genovesi (2012) - cameo (morto)
- L'amore è imperfetto, regia di Francesca Muci (2012)
- Soap opera, regia di Alessandro Genovesi (2014) – cameo (Pietro)
- Ma che bella sorpresa, regia di Alessandro Genovesi (2015) – cameo (giornalista)
- Belli di papà, regia di Guido Chiesa (2015) – cameo (Rettore Casotti)
- Tommaso, regia di Kim Rossi Stuart (2016)
- Lazzaro felice, regia di Alice Rohrwacher (2018) – cameo (carabiniere)
- 10 giorni con Babbo Natale, regia di Alessandro Genovesi (2020)
- 7 donne e un mistero, regia di Alessandro Genovesi (2021) – cameo (autista taxi)
- La chimera, regia di Alice Rohrwacher (2023) - cameo (bigliettaio)